# Leonardo Murialdo
Leonardo Murialdo (Torino, 26 ottobre 1828 – Torino, 30 marzo 1900) è stato un presbitero italiano, fondatore della Congregazione di San Giuseppe.
È considerato uno dei santi sociali torinesi.

## Biografia

### La giovinezza

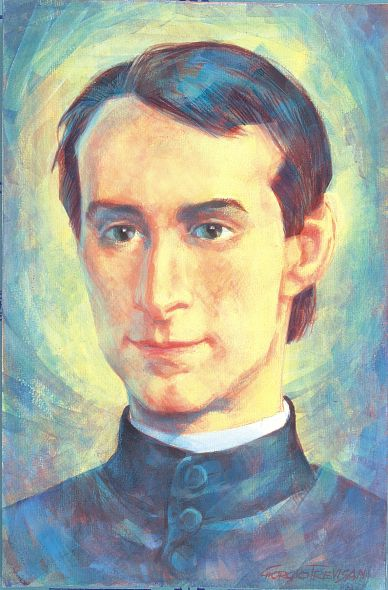
Leonardo Murialdo da giovane

Leonardo Murialdo nasce a Torino nel 1828, nella centrale via Garibaldi (allora via Dora Grossa) da una agiata famiglia: il padre Leonardo è agente di cambio.
Resta presto orfano di padre (1833) e per questo è mandato nel 1836 in collegio a Savona dagli Scolopi. Dopo un periodo di sbandamento giovanile ritorna a Torino ed intraprende gli studi di filosofia e teologia, diventando sacerdote nel 1851.

### Il sacerdozio
Da sacerdote il suo primo campo di azione sono gli oratori (anche in collaborazione con San Giovanni Bosco) e le iniziative in favore della gioventù della periferia torinese: carcerati, giovani lavoratori, ragazzi di strada e altri giovani in difficoltà.
Tra le iniziative a favore dei giovani studenti ed operai Murialdo promuove l'apertura di una casa-famiglia per ospitare coloro che non hanno la possibilità di pagarsi una camera in albergo. Fonda inoltre la colonia agricola di Rivoli, per la formazione cristiana e professionale dei giovani agricoltori.
Lavora in un'epoca segnata da forti contrasti sociali, creati dall'industrializzazione nascente e dovuti al disagio delle classi sociali più povere, soprattutto dei giovani.

### Il collegio Artigianelli e la Congregazione di San Giuseppe
Nel 1866 diventa rettore del Collegio Artigianelli di Torino, un'istituzione religiosa per l'assistenza di ragazzi poveri ed abbandonati. Tra gravi difficoltà economiche, sarà questa la sua principale attività fino alla morte.
Nel 1873 fonda la Congregazione di San Giuseppe per dare continuità alla sua azione sociale ed educativa. Il fine della congregazione è l'educazione della gioventù, specialmente di quella povera ed abbandonata. Collabora a molte iniziative in campo sociale in difesa dei giovani, degli operai e dei più poveri.
Nel collegio Artigianelli e nella nascente congregazione il suo primo collaboratore è don Eugenio Reffo.

## Culto

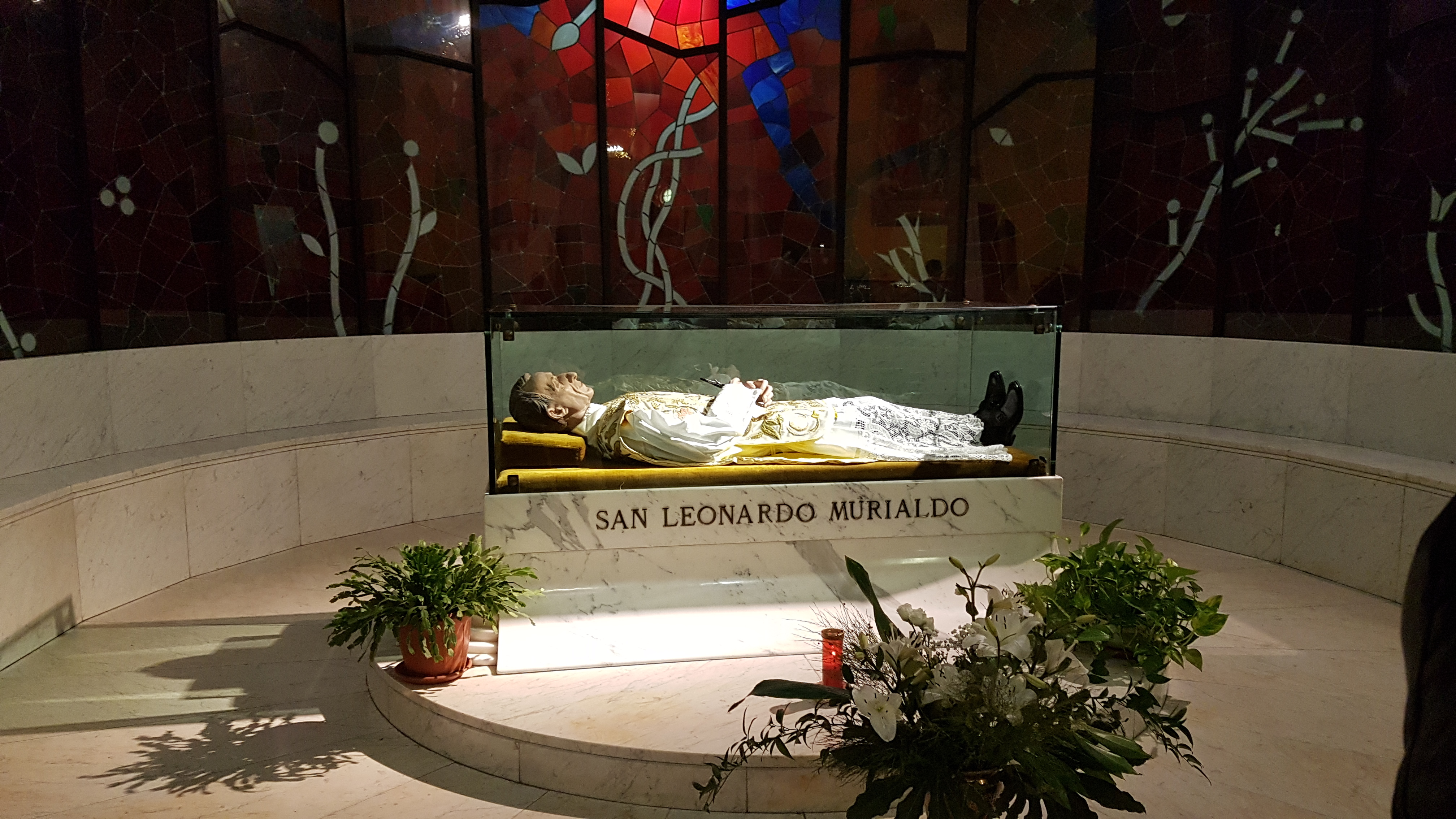
La tomba di Murialdo collocata all'interno della chiesa della Salute.

Papa Paolo VI lo ha proclamato beato il 3 novembre 1963 e santo il 3 maggio 1970. Nel calendario dei santi viene ricordato al giorno 30 marzo. La memoria liturgica di san Leonardo Murialdo non è stata collocata il giorno della sua morte (30 marzo) per evitare che cadesse in Quaresima o nell'Ottava di Pasqua, periodi in cui non la si potrebbe celebrare. La festa nell'Ordine è fissata al 18 maggio e in tale data ne fanno memoria anche l'Arcidiocesi di Torino e la congregazione dei salesiani.
Le sue spoglie riposano nella chiesa di Nostra Signora della Salute a Torino. Esse sono collocate nel transetto di destra della chiesa in una teca di vetro. La teca è sormontata da una grande vetrata policroma. Ai fianchi della vetrata otto formelle del pittore Luigi Togliatto Amateis ne illustrano la vita e l'operato.

## Riconoscimenti
Alla memoria di San Leonardo Murialdo il comune di Torino, oltre ad aver murato una targa sulla sua casa natale, ha intitolato una via che inizia in corso Francia e termina in via Chambéry (quartiere Pozzo Strada), nonché una scuola elementare nel quartiere dov'è tumulato, Borgo Vittoria. Anche la città di Milano ha intitolato una via ed una chiesa alla sua memoria, tra via dei Giacinti e via Lorenteggio. A Roma è dedicato al santo un largo nel quartiere San Paolo-Marconi, così come a Padova e Albano Laziale (RM) si trovano vie a lui dedicate. Scuole pubbliche intitolate a Murialdo si trovano nella stessa Albano Laziale, a Foggia e a Ceres (TO). Anche a Viterbo è intitolata a Murialdo una via, che a sua volta dà il nome alla zona limitrofa in cui sorge una chiesa a lui dedicata. Anche a Thiene (VI) vi è una via intitolata al santo, poco distante dal Patronato San Gaetano, retto proprio dai Giuseppini del Murialdo.

## Galleria d'immagini
Le formelle di Luigi Togliatto Amateis presso l'urna del Murialdo alla Chiesa della Salute in Torino.

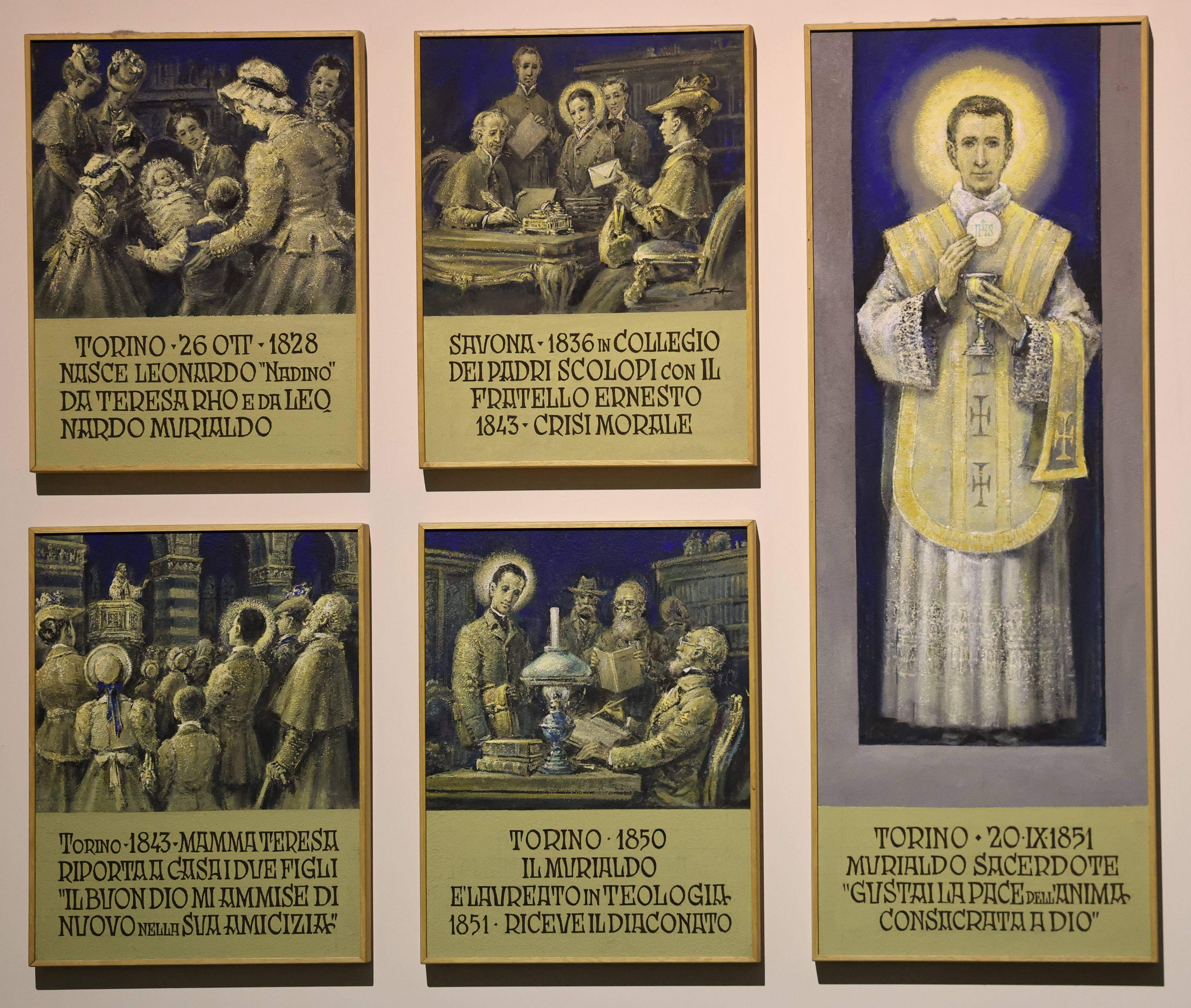
n. 1
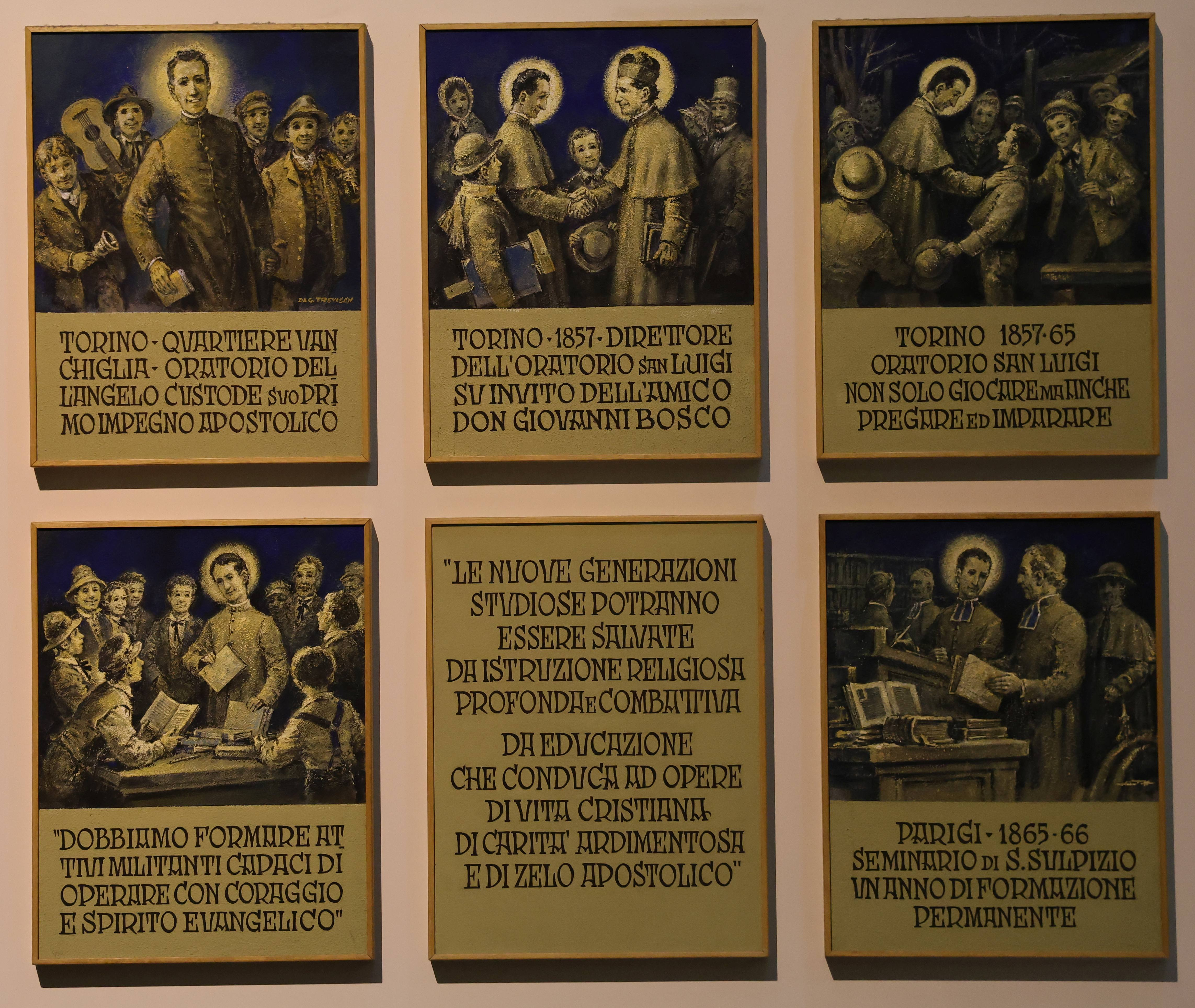
n. 2
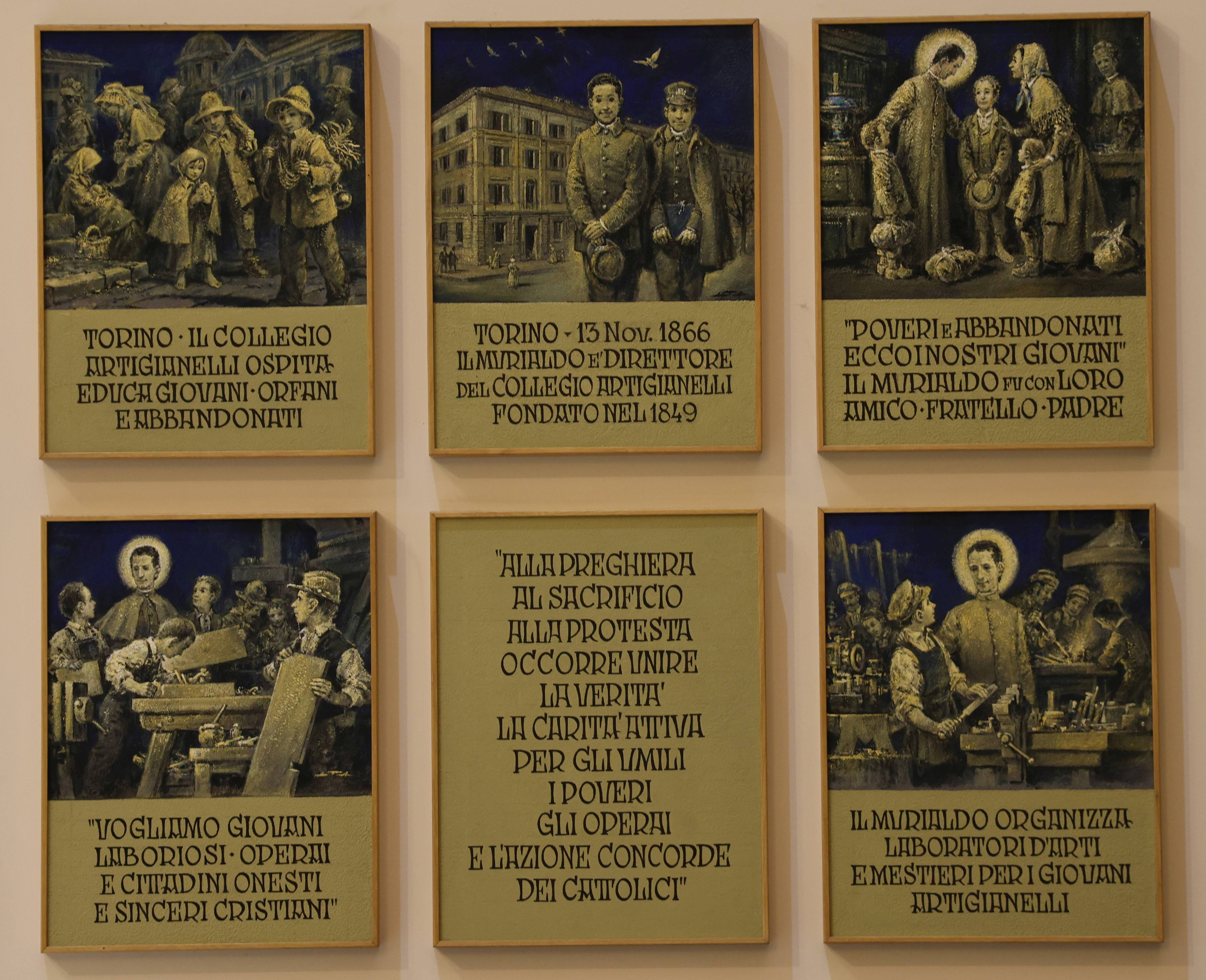
n. 3
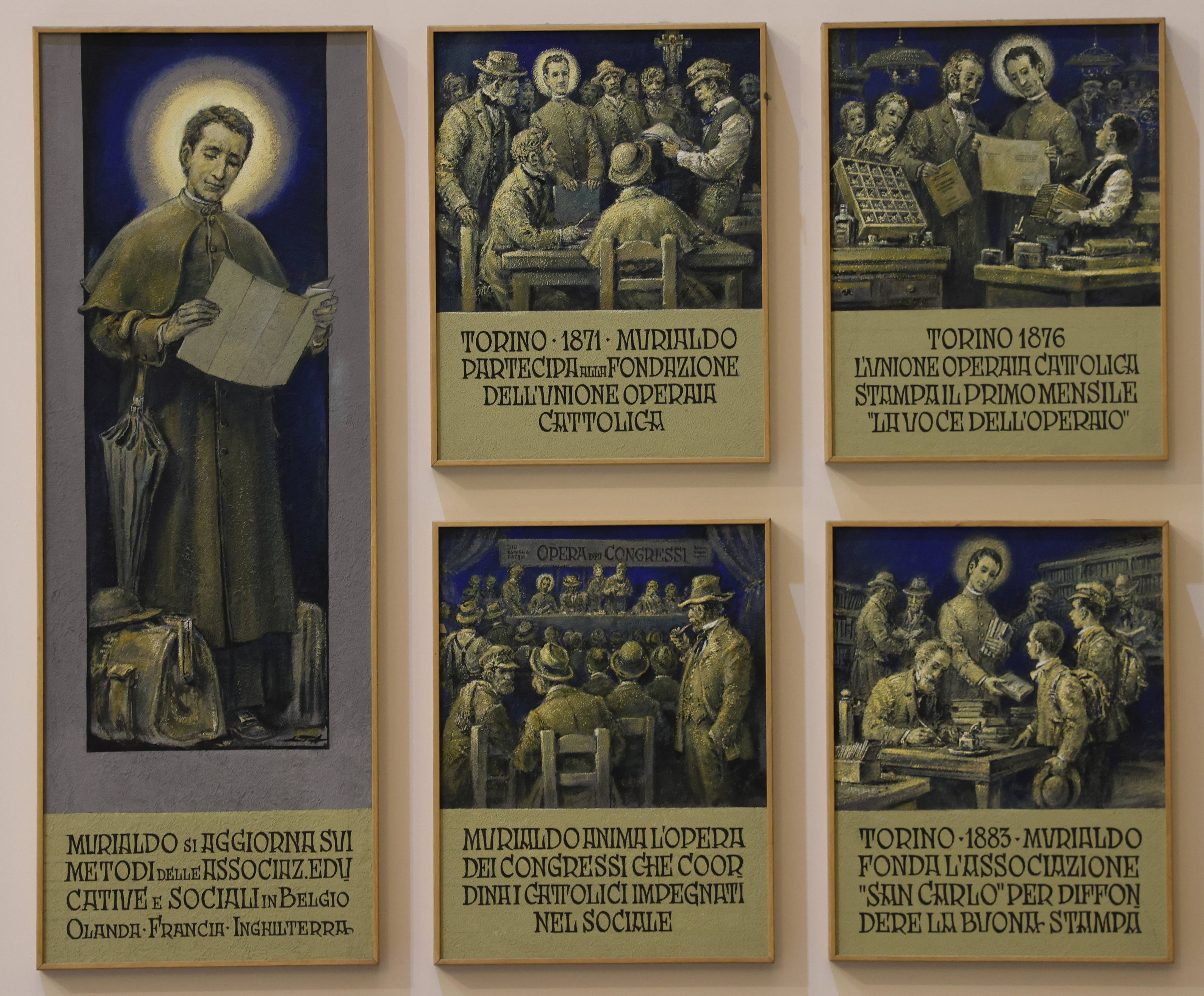
n. 4
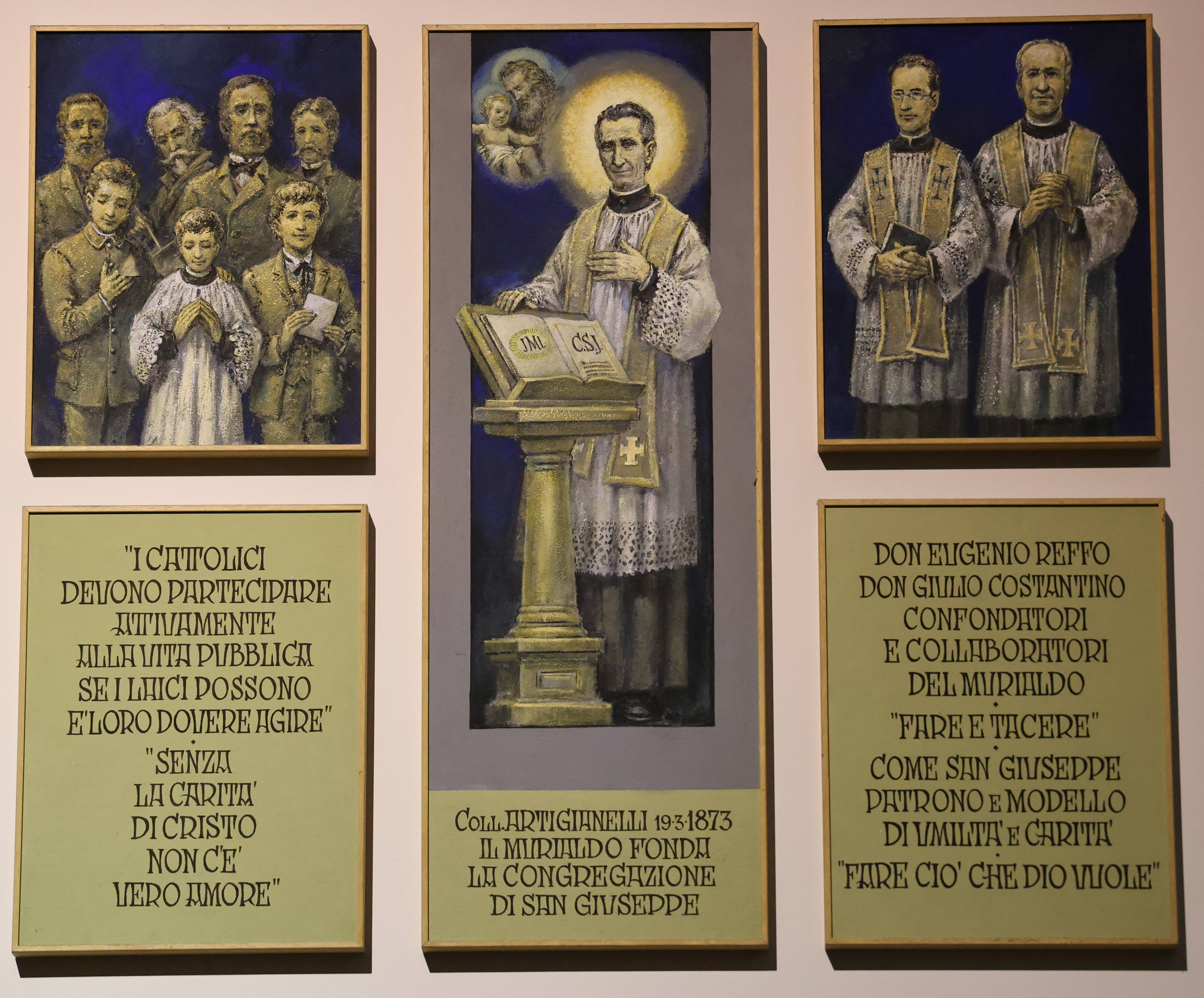
n. 5
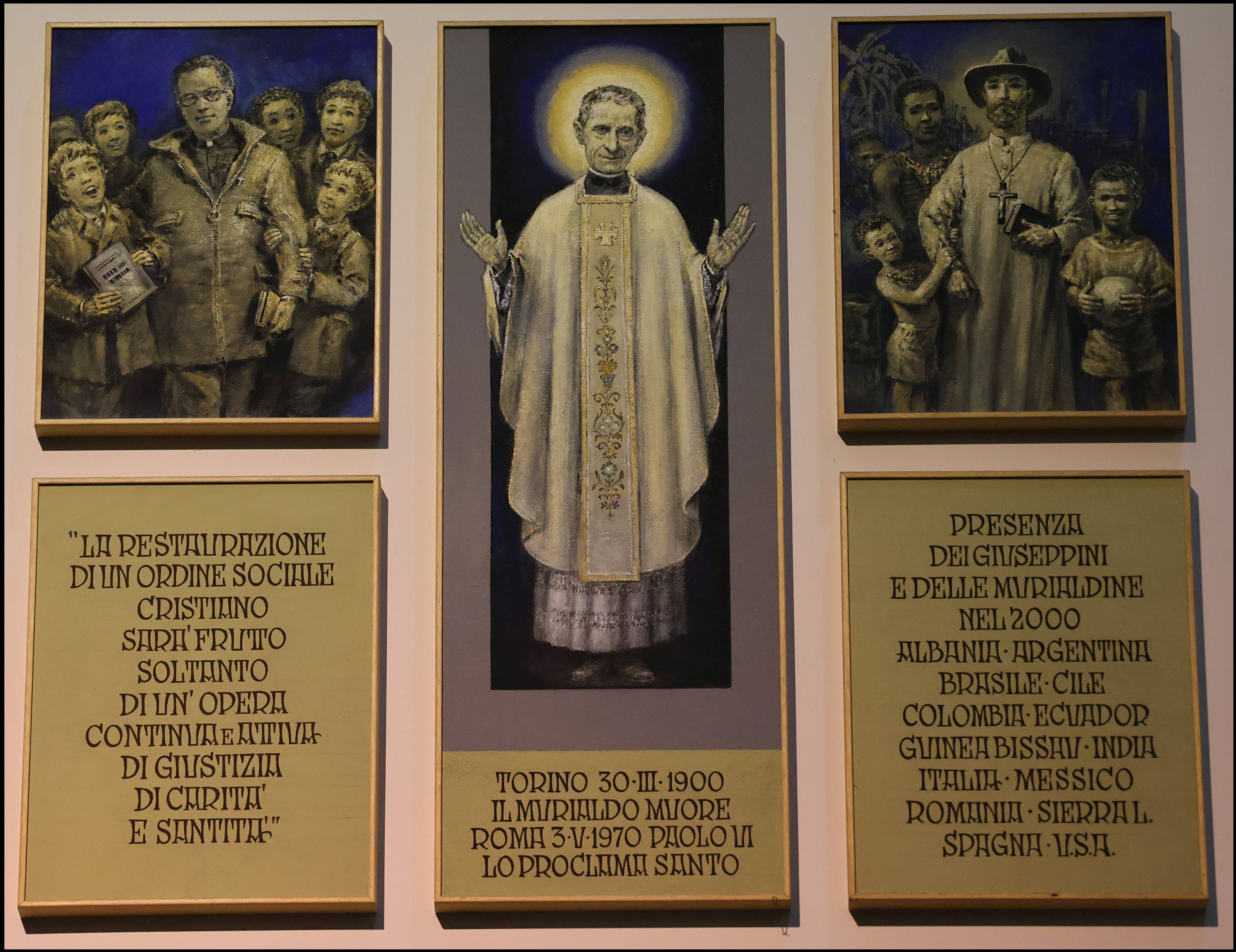
n. 6
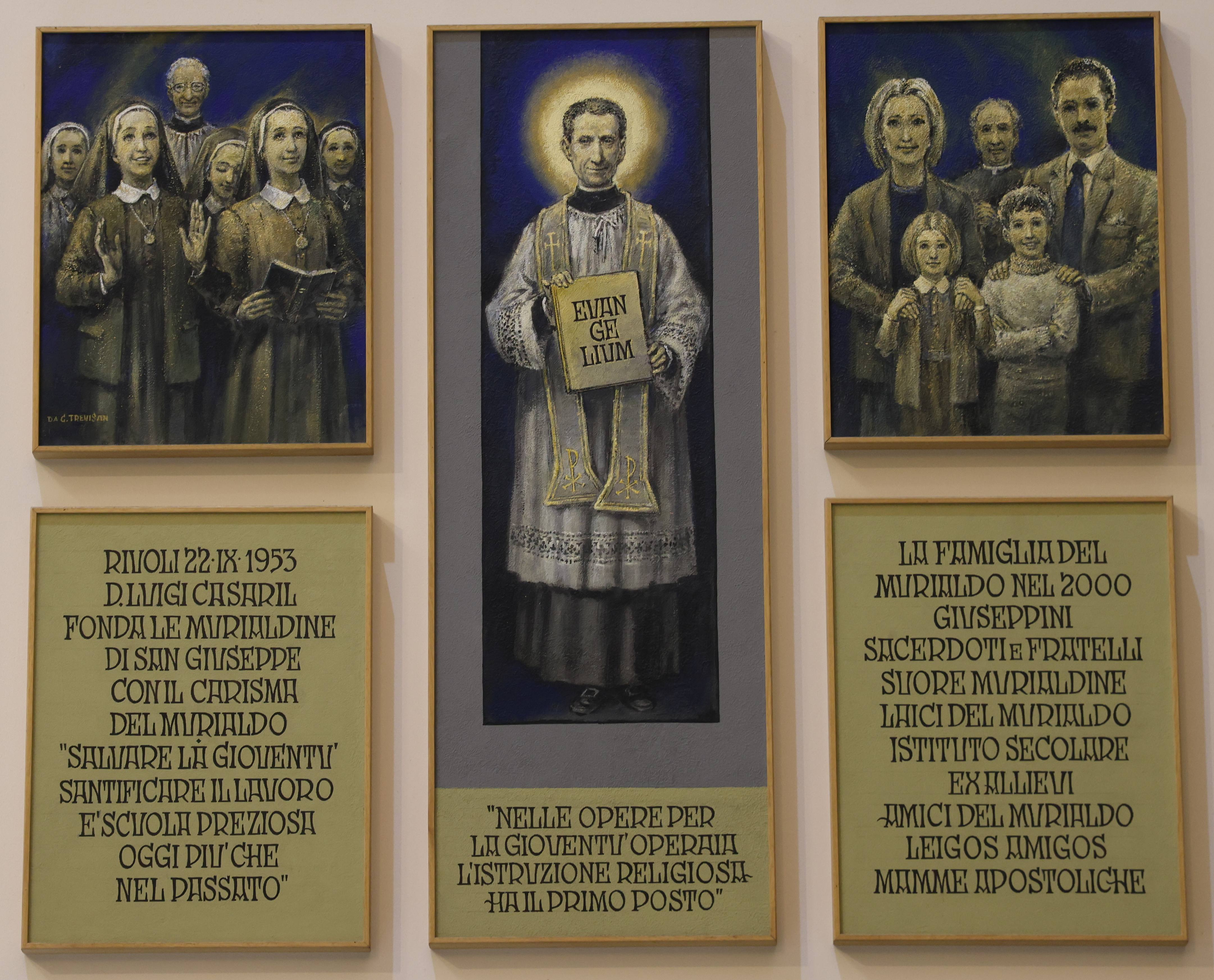
n. 7
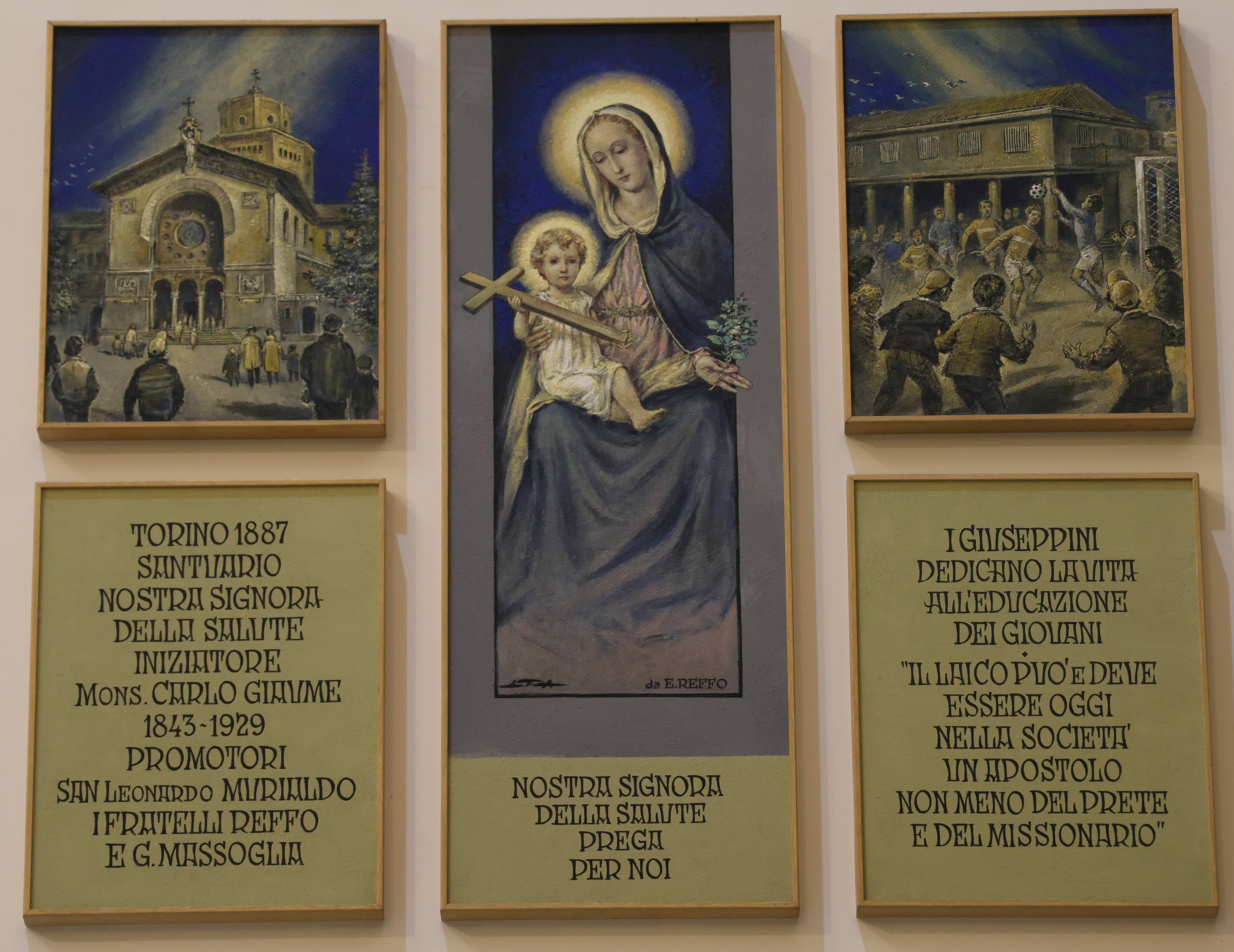
n. 8